# Seggerde
Seggerde est une ancienne commune d'Allemagne située en Saxe-Anhalt. Elle fait partie depuis le 1er janvier 2010 de la municipalité d'Oebisfelde-Weferlingen de l'arrondissement de la Börde. Sa population était de 108 habitants au 31 décembre 2008.

## Géographie
Seggerde se trouve à 20 kilomètres au nord de Helmstedt. Sa limite ouest est à la frontière de la Basse-Saxe et de la Saxe-Anhalt.

## Histoire
De 1994 à 2005, Seggerde appartenait à la communauté de communes de Weferlingen, puis de 2005 au 31 décembre 2009 à la communauté de communes de Flechtingen. Les conseils municipaux de la ville d'Oebisfelde et des localités de Bösdorf, Eickendorf, Etingen, Kathendorf, Rätzlingen, Eschenrode, Döhren, Hödingen, Hörsingen, Schwanefeld, Siestedt, Walbeck et Weferlingen ont décidé de fusionner le destin de leurs communes pour créer la municipalité d'Oebisfelde-Weferlingen.

## Architecture
- Château de Seggerde